# Crise timoraise de 2006
La crise timoraise de 2006 débute à la suite d'un conflit entre des éléments des Forces de défense du Timor oriental concernant des évènements de discrimination au sein de l'Armée et menant à une tentative de coup d'État qui entraîne des actes de violence à travers tout le pays, mais surtout centrés autour de la capitale Dili. La crise a nécessité l'intervention de plusieurs forces de diverses nations étrangères et a débouché sur la démission du Premier ministre Mari Alkatiri.

## Prémisse
Le prétexte à la crise provient d'une gestion interne d'un conflit au sein de Forces de défense du Timor oriental (F-FDTL), lorsque des soldats de la partie occidentale du pays déclarent être discriminés par rapport aux faveurs obtenues par les soldats de la partie orientale. Les Lorosae forment la plus grande partie du FALINTIL, le mouvement de résistance de type guérilla qui avait résisté aux autorités indonésienne durant la période d'occupation et qui demeure la principale force de la F-FDTL après l'indépendance en 2002. En contraste, la Loromonu représentait une frange moins importante de la résistance et donc moins favorisée dans la hiérarchie militaire. Des tensions existaient aussi entre les forces armées et les forces de police, ces dernières étant surtout composées d'Occidentaux et d'anciens membres des Forces armées indonésiennes.
Le 8 février 2006, 404 soldats sur 1 500 désertent leur caserne et sont rapidement rejoints par 177 soldats supplémentaires le 25 février. Malgré un ordre de retour dans leur caserne durant le mois de mars, ceux-ci refusent et sont relevés de leurs fonctions,. Ces soldats sont par la suite rejoints par des membres des forces de police initialement sous le contrôle du lieutenant Gastão Salsinha.
Le ministre des Affaires étrangères, José Ramos-Horta, annonce tôt en avril qu'un comité sera mis sur pied pour étudier les plaintes des anciens soldats, mais en insistant sur le fait que les mutins ne seront pas réintroduits dans l'armée à l'exception de cas par cas selon les responsabilités individuelles de chacun durant les évènements.
Des motivations politiques peuvent être derrière cette mutinerie. Les initiateurs ayant déclaré leur loyauté au président Xanana Gusmao qui souhaitait remplacer le Premier ministre et chef du Fretilin, Mari Alkatiri.

## Violence

Carte de Dili et ses environs.

Le 24 avril, des anciens soldats et des supports civils, en particulier des jeunes sans emploi, marchent et protestent à travers les rues de Dili. Initialement pacifique, la marche tourne à l'émeute lorsque des soldats se mettent à piller un marché tenu par des personnes issues de l'est du pays. La protestation continue pendant plusieurs jours, jusqu'au 28 avril alors que les forces du FDTL ouvrent le feu sur la foule. De ces évènements, cinq personnes sont tuées, environ 100 bâtiments sont détruits et autour de 21 000 résidents quittent la capitale.
Le 4 mai, le major Alfredo Reinado avec vingt membres de la police militaire sous ses ordres se rangent du côté des rebelles en amenant avec eux deux camions remplis d'armes et de munitions. Après s'être joint aux mutins, Reinado s'installe dans la ville d'Aileu située dans les collines au sud-ouest de Dili. Sur place, ils parviennent à surveiller la route menant aux montagnes.
Suivant ces évènements le 5 mai, les anciens soldats sous les ordres de Salsinha rédigent une déclaration appelant le président Xanana Gusmão à limoger le Premier ministre Mari Alkatiri  et abolir le FDTL dans les 48 heures. Lorsque Gusmão contacte Salsinha à propos de la déclaration tôt dans la journée, Salsinha lui déclare que c'est maintenant trop tard.
Les soldats rebelles prennent position dans la colline surplombant la capitale d'où ils engagent de sporadiques combats avec les forces du FDTL pendant les semaines qui suivent. Une vague de violence  frappe aussi Dili où des gangs brûlent des maisons et des véhicules. Des camps pour les civils qui ont quitté la capitale sont établis sur les terrains des églises de la capitale.
Le 8 mai, un officier de police est tué par une foule de près de 1 000 personnes entourant le complexe gouvernemental du secrétaire d'État régional dans une ville à l'extérieur de Dili. Le 9 mai, le Premier ministre Mari Alkatiri décrit comme un coup d'État les violences depuis le 28 avril et ce, dans le but de bloquer les institutions démocratiques, les empêchant de fonctionner de telle sorte que la seule solution serait la dissolution du Parlement national par le Président... ce qui provoquerait la chute du gouvernement. De plus, le 10 mai, Alkatiri  annonce des négociations entre le gouvernement et les soldats rebelles grâce auxquelles ils vont recevoir une compensation similaire à leur ancien salaire et ainsi subvenir aux besoins de leurs familles.
Les Force de maintien de la paix des Nations unies ayant quitté le Timor oriental le 20 mai 2005 et considérant le départ imminent des forces policières de l'UNITOL (en) pour le 20 mai 2006, le délai est repoussé à juin dès le 11 mai. La décision provenait d'une demande du ministre des Affaires étrangères Ramon-Horta au Haut-Commissariat des Nations unies aux droits de l'homme afin d'enquêter sur les violations des droits humains par les forces de l'ordre telles qu'alléguées par l'ONG Human Rights Watch et par le département d'État des États-Unis,. Le 12 mai, le Premier ministre d'Australie John Howard annonce qu'aucune demande officielle d'assistance n'avait été formulée par le gouvernement timorais, mais que les Forces australiennes était prêtes à fournir de l'aide et que les navires HMAS Kanimbla (en) et HMAS Manoora (en) étaient en direction en vue d'une intervention.
L'escalade des violences se poursuit en mai, lorsqu'un soldat du FDTL est tué et cinq autres blessés lors d'une embuscade le 23 mai. Dès le lendemain, Ramos-Horta envoie alors une demande officielle pour une assistance militaire aux gouvernements australien, néo-zélandais, malaisien et portugais. Le 25 mai, les premières forces internationales arrivent, alors que certains soldats renégats s'installent à Dili afin d'engager le combat avec le FDTL et les forces policières au cours desquelles douze personnes perdent la vie. Le jour même, des soldats du FDTL désobéissent au cessez-le-feu et, assurés d'un passage sur surveillance du général Taur Matan Ruak, massacrent une dizaine de policiers non armés et en blessent vingt-sept autres.

## Intervention

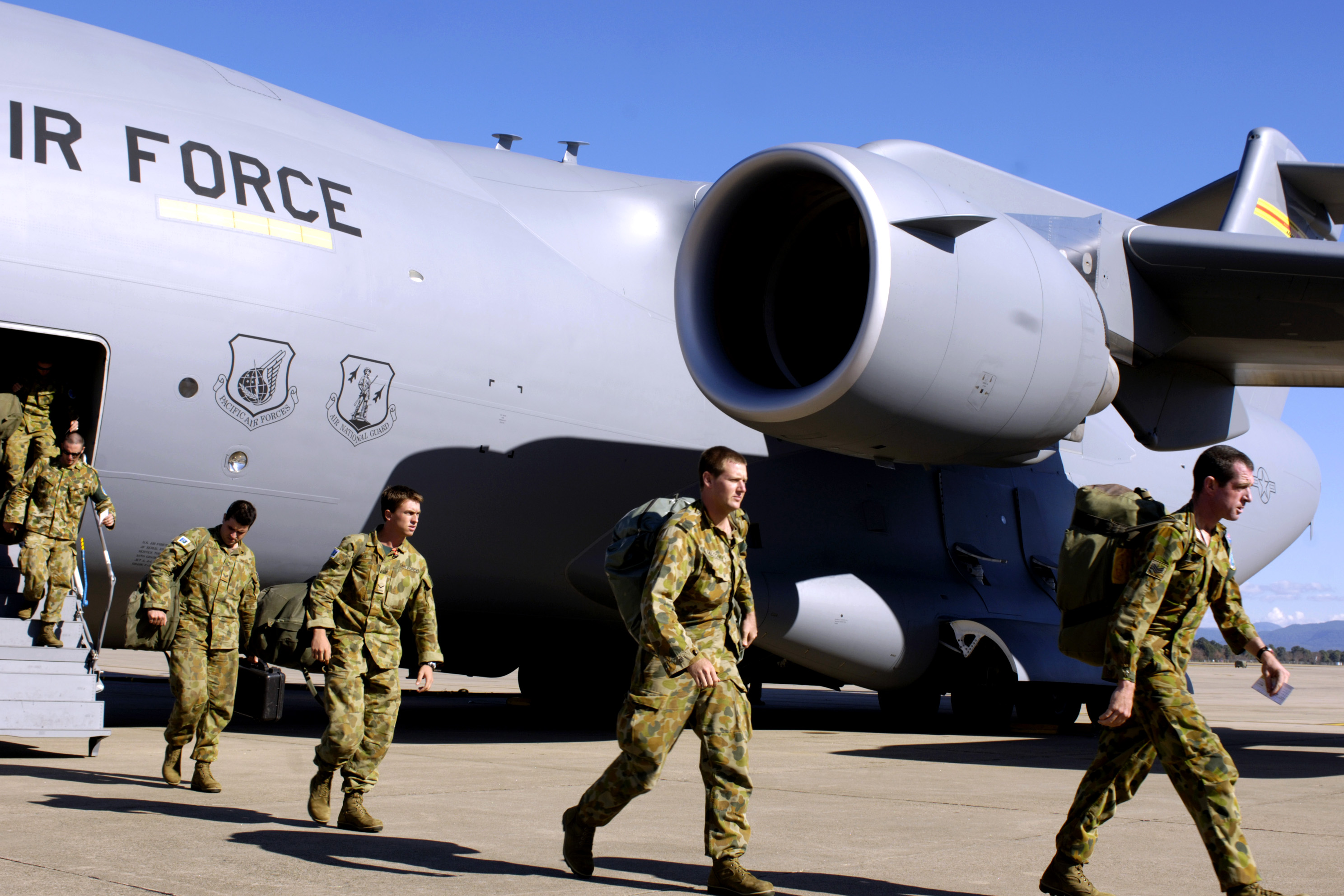
Un C-17 Globemaster III et son équipage aident les forces de défense australiennes à repositionner leurs forces des îles Salomon vers l'Australie pour mieux soutenir les opérations de paix au Timor oriental.

Se met alors en action l'opération Astute, réponse militaire internationale à la crise. Menée par les Forces de défense australienne et commandée par le brigadier Michael Slater (en) de la 3e brigade, elle regroupait les forces de quatre autres pays.

### Australie
Le Premier ministre australien, John Howard, annonce le 24 mai que les forces australiennes seront déployées au Timor oriental et que leur composition sera négociée au courant des prochains jours. Initialement, l'Australie offrait entre 1 000 et  1 300 effectifs d'infanterie, trois navires de la Royal Australian Navy (HMAS Kanimbla (en) et HMAS Manoora (en) étant déjà sur place et le HMAS Tobruk (L 50) (en)), ainsi que d'autres supports. La première unité envoyée est le 4e bataillon, The Royal Australian Regiment Commando.
Durant l'après-midi du 25 mai, quatre hélicoptères Black Hawks et un C-130 Hercules atterrissent à l'aéroport de Dili avec les premiers effectifs des forces terrestres australiennes. Dès le 26 mai, toutes les forces australiennes consacrées arrivent au Timor oriental, soit une journée plus tôt que prévu.
Par un concours de circonstances, le déploiement des forces australiennes au Timor oriental coïncidait avec le retrait de 260 militaires des 400 déjà en place aux îles Salomon. Les 140 restants devant rester en support aux forces néo-zélandaises et fidjiennes. De plus, le ministre de la défense Brendan Nelson annonce que le déploiement ne représente pas une extension des forces disponibles que plusieurs autres ressources demeurent disponibles.

### Malaisie
La Malaisie prévoyait initialement envoyé 219 parachutistes et commandos. Les soldats provenaient de la 10e brigade de parachutistes du camp Terendak de Malacca, ainsi qu'une unité des forces armées spéciales du camp Mersing de Johor, le tout sous le commandement du colonel Ismeth Nayan Ismail. Ces derniers font finalement partie d'un contingent de 275 militaires et 200 officiers de police mis en disponibilité en vue d'un éventuel déploiement. Le 23 juin, 333 Malaisiens sont stationnés à Dili.
Deux navires de la Marine royale malaisienne, le KD Mahawangsa (en) et le KD Sri Indera Sakti (en), transportent les troupes malaisiennes avec leurs véhicules blindés et arrivent à Dili le 3 juin. Les troupes sont alors formées à quelques rudiments de la langue tétoum afin de pouvoir se décrire comme troupes de maintien de la paix auprès de la population.
À leur arrivée, les forces malaisiennes s'activent à sécuriser les ambassades, les ports, les centrales électriques, les dépôts pétroliers et les hôpitaux timorais. La priorité étant d'assurer la sécurité des enclaves diplomatiques. Malgré la demande du président timorais, Xanana Gusmão, que des troupes malaisiennes soient déployées à la frontière avec l'Indonésie afin d'empêcher la population de quitter le pays, le gouvernement refuse la demande.
Vers la mi-juin, la Malaisie annonce un plan d'envoi de 250 officiers de police au Timor oriental. La Police royale malaisienne avait alors été entraînée conjointement avec la police locale pendant les quatre années précédentes. Selon la Radio Televisyen Malaysia, les 250 policiers supplémentaires devaient quitter pour Dili à la fin juin.

### Nouvelle-Zélande
Le 25 mai 2006, la Première ministre Helen Clark réclame plus d'explications quant aux besoins exprimés en support à fournir au gouvernement timorais avant d'impliquer l'envoi de troupes. Elle mentionne « qu'il est très important de ne pas entrer dans ce qui est à certains égards un conflit entre factions et de donner l'impression de prendre parti » et également « qu'il est également important de garder à l'esprit que le Conseil de sécurité mène actuellement des consultations ».
Le 26 mai, les Néo-zélandais déploient 42 troupes avec un second contingent de 120 troupes en partance dès le lendemain de Christchurch pour Townsville dans le Queensland avant leur départ pour le Timor oriental. Clark mentionne que les troupes seront en poste où nécessaire et sous commandement australien.

### Portugal
Le ministre des Affaires étrangères du Portugal, Diogo Freitas do Amaral, annonce le déploiement initial de 120 gardes républicains le 24 mai. Ceux-ci se joignent au groupe de huit officiers de haut niveau du Groupe spécial d'opérations de la Polícia de Segurança Pública. Les forces de l'air portugaises s'occupe alors de l'évacuation de 600 ressortissants portugais résidents au Timor.
Le président de la république, Aníbal Cavaco Silva, et le Premier ministre, José Sócrates, appellent à fin des hostilités. Durant un entretien avec les ministres des Affaires étrangères des pays membres de l'Union européenne, le ministre portugais insiste auprès de ses homologues afin qu'ils condamnent les actes de violences des rebelles.

### Nations unies et autres délégations
Le 25 mai, UNOTIL ouvre un camp de réfugiés à l'extérieur de Dili devant accueillir jusqu'à 1 000 personnes. De plus, avec l'augmentation des violences le 27 mai, les Nations unies annoncent planifier le retrait de leur personnel présent dans le pays.
Le président exécutif de World Vision International Australie, le révérend Tim Costello (en), annonce le 27 mai vouloir se rendre à Dili pour faire une évaluation de la situation et venir en aide aux civils déplacés. Il mentionne également avoir été préoccupé par le décès d'une employé de l'organisation lors des affrontements.

## Maintien des violences

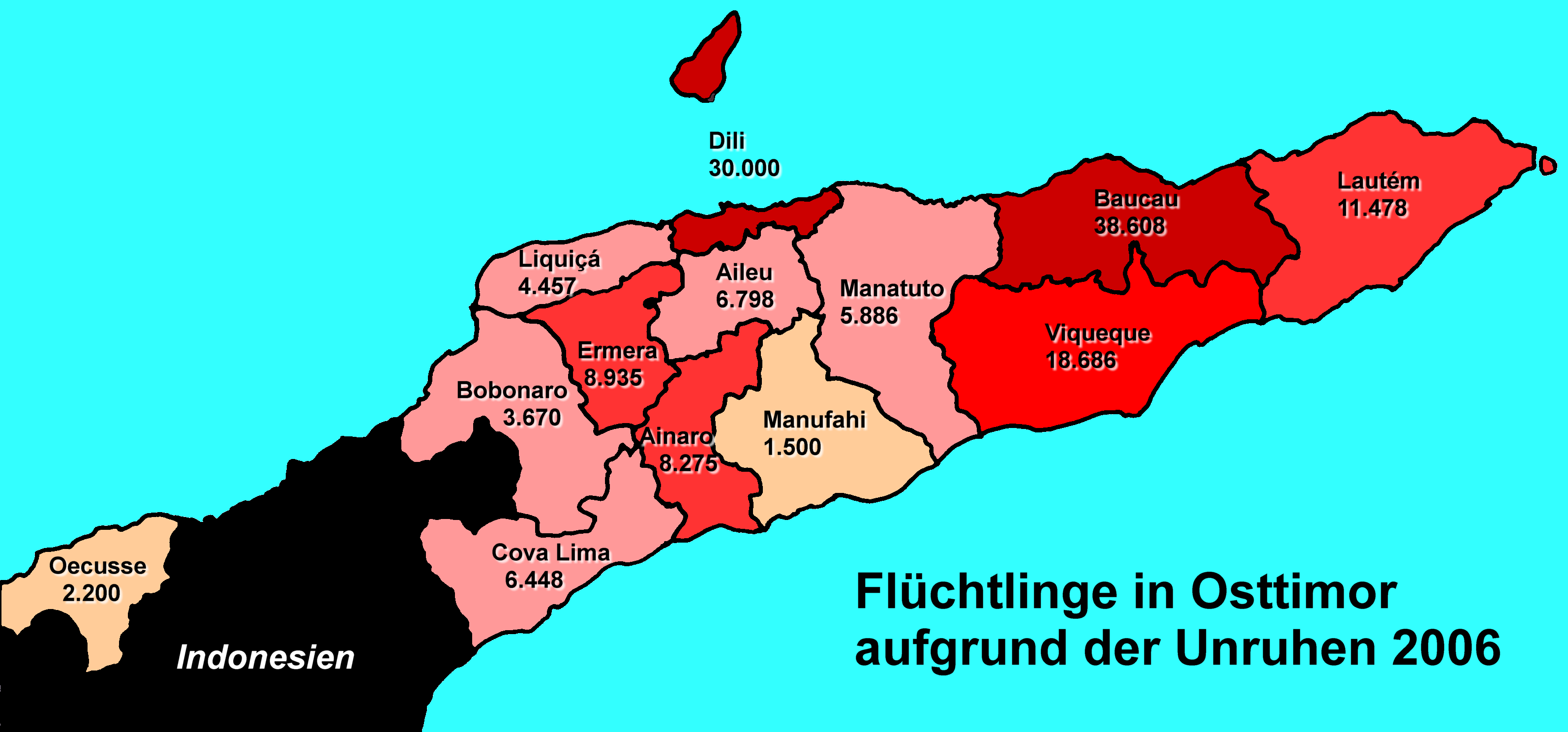
Personnes déplacées à l'intérieur du pays.

Malgré la présence des troupes étrangères et l'idée que leur présence freinerait les évènements de violence, ceux-ci persistent à Dili et à travers le pays.
Le 27 mai, des gangs en provenance de différentes parties du pays se battent dans les rues de Dili en détruisant maisons et voitures, ainsi qu'en combattant à coup de couteaux, machettes et lance-pierres qui causent la mort de trois personnes. Bon nombre de résidents de Dili continuent de quitter la capitale, alors que d'autres tentent de trouver refuge à l'ambassade australienne ou à l'aéroport. Un représentant des Nations unies mentionne son inquiétude face à la dégradation du conflit qui était initialement militaire et régional, mais qui se répandit au sein de la population civile et affirmant même: « Il s'agit essentiellement d'un temps de revanche entre les différents groupes ». Un prêtre catholique décrit également la situation comme: « … .est contre ouest, soldats contre soldats, police contre soldats, tout le monde contre tout le monde... C'est une folie totale ».
Les médias deviennent un cible lorsque la voiture de deux journalistes et un photographe de l'AFP, dans laquelle se trouvait également un photographe de l'AP, est attaquée après qu'un combattant oriental saute sur la voiture afin de s'échapper d'une foule de combattants occidentaux le poursuivant.
Alors qu'elles tentaient de protéger des civils en tentant des séparer des gangs rivaux, des troupes australiennes sont attaquées, mais ne ripostent pas et découragent ainsi les belligérants. Les civils sont ensuite secourus et transportés vers des campements de l'ONU. Le major mentionne par la suite que les gangs utilisent des téléphones portables pour coordonner leurs attaques et que celles-ci diminueraient surement avec l'arrivée de davantage de troupe internationale.
Le 29 mai, le brigadier Slater rencontre des chefs militaires et civils de qui il obtient le retour des soldats du FDTL dans leurs baraques. Le ministre de la Défense australien, Brendan Nelson, indique que les autorités timoraise doivent donner plus de pouvoir aux troupes engagées afin de leur donner des pouvoirs policiers pour pouvoir permettre de combattre les gangs, en mentionnant entre autres : « Il est clair qu'il faut un leadership politique en ce qui concerne le maintien de l'ordre... ce dont nous avons besoin, c'est d'une stratégie policière à travers Dili ». De plus, le même jour, le Premier ministre australien John Howard rejette les critiques faites aux troupes australiennes de ne pas avoir sécurisé suffisamment rapidement Dili. Howard indique également que : « Nous ne pouvons pas avoir une situation dans le monde et en particulier dans notre région où l'on dit à l'Australie de respecter l'indépendance d'un pays et où elle se comporte comme un tyran si elle cherche à exprimer son point de vue ou à intervenir, mais lorsque quelque chose ne va pas, l'Australie est ensuite critiquée. pour ne pas être, je cite, intervenue plus tôt ».

### Séance du Conseil d'État
Les 29 et 30 mai, le président Xanana Gusmão réunit le Conseil d'État (en) qui est un organisme de consultation composé de dirigeants communautaires. Le Conseil, qui bénéficie du pouvoir d'autoriser le président à dissoudre le parlement, permet à Gusmão de rencontrer le Premier ministre Alkatiri pour la première fois depuis la vague de violence des semaines précédentes. À cet entretien assistent également le ministre des Affaires étrangères Ramos-Horta (laissant alors présager une rumeur selon laquelle Ramos-Horta serait présager comme remplaçant de Alkatiri si ce dernier venait à être limogé), l'évêque de Dili, le représentant de l'UNOTIL Sukehiro Hasegawa et Ian Martin (en) qui est assistant du secrétaire général des Nations unies Kofi Annan,. Gusmão sort de la réunion durant l'après-midi du 29 mai pour exhorter la foule, composée de ses partisans, de ceux de Ramos-Horta et des opposants d'Alkatiri, à déposer les armes et retourner à domicile en prétextant : « Si vous me faites confiance, l'ouest et l'est, embrassez-vous dans votre maison, soyez calmes et aidez-vous les uns les autres à rester calmes »,.
Plus tard le 30 mai, après la rencontre du conseil et suivant une rencontre d'urgence du cabinet, Gusmão annonce qu'il va déclarer l'état d'urgence pour au moins 30 jours. Ce faisant, Gusmão en tant que commandant en chef, prend le contrôle des forces policières et coordonne personnellement les forces internationales présentes afin de combattre les gangs. Bien qu'une rumeur laisse présager le limogeage d'Alkatiri, ce dernier demeure en poste avec une autorité réduite. Gusmão indique qu'il prend personnellement le contrôle de la police pour : « prévenir la violence et éviter d’autres décès ». Le président indique que sa décision de prendre le contrôle est prise en collaboration avec Alkatiri, malgré des critiques de Ramos-Horta attribuant la responsabilité de la crise au Premier ministre,.
Le 1er juin, Gusmão visite un camp de réfugiés près du quartier général des Nations unies et dit à la population : « La meilleure chose que vous puissiez faire est de rentrer chez vous », mais en les exhortant de ne pas prendre les questions de sécurité en main. Le même jour, le ministre de l'Intérieur Rogério Lobato et le ministre de la Défense Roque Rodrigues (en) démissionnent. Lobato blâme les opposants au gouvernement d'utiliser la violence plutôt que les moyens diplomatiques. Le ministre des Affaires étrangères Ramos-Horta reprend ensuite le poste de ministre de la Défense, alors que le ministre des Affaires étrangères malaisien Syed Hamid Albar presse Ramos-Horta d'utiliser son nouveau poste pour agir promptement afin de parvenir à une stabilité politique et en soulignant au passage que les Nations unies devront s'attendre à prendre plus de responsabilités.

### Troubles civils de Dili

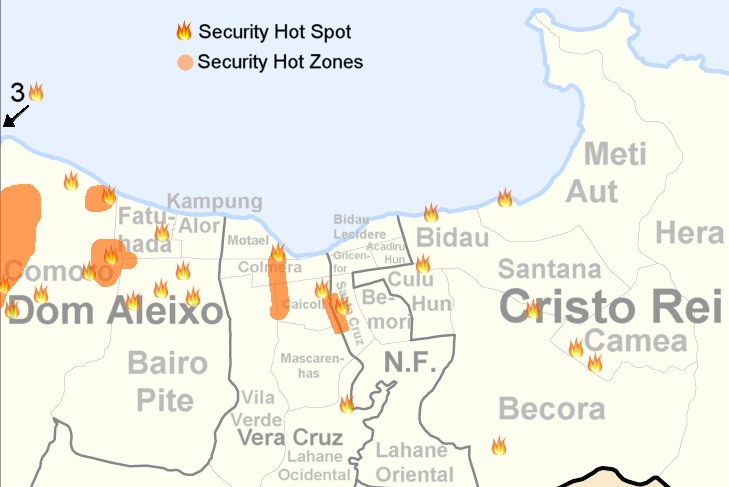
Zones chaudes de sécurité et points chauds dans Dili, le 24 octobre 2006.

Durant la nuit du 31 mai, des gangs de Dili brûlent un marché et plusieurs maisons.
Le 2 juin, une foule d'environ 1 000 personnes qui attendent depuis plusieurs heures pour de la nourriture pilent un entrepôt gouvernemental de Dili, prenant tout le matériel informatique et les fournitures dans le but de les échanger contre de la nourriture. Les soldats australiens présents à l'entrepôt sont incapables de prévenir le pillage, malgré l'appel logé à la police portugaise. Le même jour une foule entre 500 et 600 personnes proteste devant le parlement et appelle à la démission du Premier ministre Alkatiri. Un groupe de la police timoraise arrive et tente une démonstration de force, mais est stoppé par les troupes australiennes qui leur confisquent leurs armes composées seulement de cannes de gaz poivre.
Durant la nuit du 2 au 3 juin, des pillages détruisent une douzaine de maisons de plus à Dili, forçant la fermeture temporaire de la principale route menant de l'aéroport vers l'ouest de la ville où sont stationnées les forces internationales.
Lors des jours suivants, des scènes de violence se poursuivent dans la banlieue à Comoro à l'ouest de Dili et menant à l'aéroport. Le 5 juin, des gangs rivaux composés de plusieurs centaines de membres s'affrontent, mais sont séparés par les troupes australiennes. Au même moment, le centre-ville de Dili était pacifié et les zones commerciales commençaient à réparer les dommages et rouvrir.

### Protestations, allégations et investigations
Le 6 juin, un convoi de protestataires anti-Alkatiri provenant de l'ouest se dirige vers Dili, passant par la banlieue de Comoro, Parlement national et des bâtiments gouvernementaux situés au centre de Dili. Le convoi consistait en environ une trentaine de camions, avec des autobus et des motocyclettes, sous escorte de forces malaisiennes et australiennes équipées de leurs véhicules blindés et d'un hélicoptère Black Hawk. Hormis quelques jets de pierres, le convoi demeure pacifique et fait dire à un journaliste présent qu'il est : « une démonstration très impressionnante du pouvoir du peuple ». À la suite d'un accord fait avec Ramos-Horta, le convoi d'environ 2 500 personnes rassemblées à Tibar est désarmé face au point de contrôle malaisien à l'ouest de l'aéroport et avant de se diriger vers Dili.
La foule réclame la démission du Premier ministre Alkatiri, en exprimant son soutien au président Gusmão. Pendant ce temps, Gusmão s'adresse à la foule du haut d'une voiture et scande : « Laissez-moi apporter la paix au Timor oriental et nous résoudrons ensuite les autres problèmes. ». En larme, il mentionne aussi que : « La priorité maintenant est d'arrêter les gens qui brûlent et les armes à feu ». Le convoi fait ensuite un tour à travers la ville avant de se disperser pacifiquement.
Le 7 juin, Alkatiri permet aux Nations unies d'investiguer sur les allégations d'incitateur au déclenchement de la crise qu'il aurait exercé en avril et mai. Le représentant de l'UNOTIL, Sukehiro Hasegawa, rencontre séparément Alkatiri et les chefs rebelles Tarak Palasinyar et Reinado. Hasegawa indique que le Premier ministre est : « favorable aux enquêtes à mener... Il est très transparent. Il insiste sur le fait que la vérité doit être connue, sur ce qui s'est passé. ». Au même moment, le ministre de la Défense australien, Brendan Nelson, déclare que le système judiciaire commençait à fonctionner efficacement dans le combat contre les gangs de rue et affirme aussi : « 
Nous détenons des gens, nous les traduisons devant un magistrat, et s'ils sont reconnus coupables, ils sont ensuite détenus. ».
Le 8 juin, des rumeurs émergent concernant des agissements de l'ancien ministre de l'Intérieur, Rogerio Lobato, qui aurait recruté et armé une milice civile pour éliminer des opposants d'Alkatiri et sous ordres de ce dernier. Le groupe consistait en une trentaine de personnes qui seraient armées de 18 fusils d'assaut, 6 000 munitions, deux véhicules et d'uniformes. Le chef rebelle répondant au nom de commandant Railos aurait reçu pour instruction de tuer tout les soldats rebelles, mais après des combats coutant la vie à cinq personnes, il comprend que : « comprendre que le coût de l'armement des civils était une effusion de sang et des morts de tous les côtés. » avant de se préparer à se rendre au président. Alkatiri dénonce ses allégations et le ministre Ramos-Horta déclare qu'il est : « très difficile de croire que notre propre Premier ministre puisse... armer des civils. ».
Le lendemain, le 9 juin, le lieutenant Gastão Salsinha qui était le chef à l'origine de la rébellion, réitère les propos du commandant Railos. il indique aussi que le 28 avril une bataille entre les factions adverses entraîne la mort de 60 civils qui seront brûlés dans un charnier hors Dili. Ensuite, le 12 juin, les Nations unies indiquent avoir l'intention d'ouvrir une enquête sur la crise, mais ne comptait pas particulièrement enquêter sur les allégations contre Lobato et Alkatiri.
Par la suite, les actes de violence sont en baisse à Dili malgré quelques évènements isolés. Le 16 juin, les soldats rebelles rendent les armes en échange de la protection des forces internationales après une semaine de négociation.
Le 20 juin, le procureur-général timorais met en état d'arrestation Rogerio Lobato pour avoir armé le commandant Railos et des civils. Après des rumeurs prétextant la fuite du pays de Lobato, celui-ci est finalement assigné à résidence à Dili.
Le même jour, les Nations unies adoptent la résolution 1690 (en) afin d'étendre le mandat au 20 août et exprimer son support dans le maintien de la paix. Une controverse survient lorsque le Conseil de sécurité ne parvient pas à décider si la composante militaire de la prochaine mission serait sous commandement australien ou onusien et décide alors de prolonger de cinq jours supplémentaires la mission. Après cet échéance est adoptée la résolution 1704 (en) qui créer la MINUT (Mission intégrée des Nations unies au Timor-Leste) et l'Australie est autorisée à conserver le commandement de la force jusqu'au moment du réexamen du dossier par le secrétaire-général et le Conseil de sécurité d'ici le 25 octobre.

## Résolution du conflit

### Changement de garde
Le 22 juin, le président Gusmão donne à la télévision nationale un ultimatum au cours duquel il indique son intention de démissionner si le Premier ministre Alkatiri ne remet pas sa démission. Il avait précédemment signifié à Alkatiri sa perte de confiance et mentionne lors de son passage en onde que : « Le Fretilin doit choisir, demander à Mari Alkatiri d'assumer la responsabilité de la crise majeure, des sacrifices de l'État, du droit et de la démocratie. ». Une rumeur laissait prétendre que le Premier ministre comptait démissionner dès le jour de l'allocution présidentielle ; une autre envisageait qu'il conserverait son poste officiellement un mois de plus, mais que le gouvernement serait dirigé par deux adjoints.
Après le passage de Gusmão à la télévision, des milliers de ses soutiens protestent dans Dili en l'implorant de rester en poste. Par la suite, Alkatiri indique son intention de démissionner s'il perd le soutien du Fretilin, ce qui est infirmé le 25 juin. Alkatiri demeurant Premier ministre, Ramos-Horta déclare vouloir démissionner « parce que le gouvernement ne fonctionne pas correctement. ».
Les jours suivants, huit autres ministres menacent de démissionner et alors que Ramos-Horta débute une conférence de presse au cours de laquelle il comptait annoncer sa démission, il reçoit un appel et mentionne aux journalistes : « S'il vous plaît, nous annulons notre conférence de presse parce que de toute façon, elle n'a plus d'importance. Vous êtes invités à vous rendre à la résidence du Premier ministre. Il veut faire une annonce. ». Sur place, Alkatiri annonce sa démission et mentionne : 
« Ayant profondément réfléchi à la situation actuelle qui prévaut dans le pays, considérant que les intérêts avant tout sont les intérêts de notre nation, assumant ma propre part de responsabilité dans la crise qui frappe notre pays, déterminé à ne pas contribuer à une aggravation de la crise, reconnaissant que le peuple du Timor mérite de vivre dans la paix et la tranquillité, convaincu que tous les militants et sympathisants du Fretilin comprendront et soutiendront cette position, je me déclare prêt à démissionner de mon poste de Premier ministre du gouvernement de RDTL, afin d'éviter la démission de Son Excellence le Président de la République.
— Mari Alkatiri. »
Après l'annonce, une foule manifeste sa joie dans les rues de Dili et le Premier ministre australien, John Howard, exprime sa satisfaction à la suite de cette annonce dans la mesure où : « partie du processus de résolution des difficultés, de sortie de l'impasse. ».
Le 27 juin, Alkatiri est cité à comparaître devant les tribunaux en raison d'accusations, similaires à celle de Rogerio Lobato, d'avoir armé des civils.
Suivant la démission du Premier ministre, Ramos-Horta renonce à quitter son poste et songe à briguer le poste qu'il obtient après une nomination par le président Gusmão le 8 juillet 2006.

## Conséquences
La crise affecte profondément le paysage politique timorais. Le 11 mai, le ministre des Affaires étrangères José Ramos-Horta suggère que le chef du Parti démocratique, Fernando Lasama, aurait encouragé le soulèvement. Il avertit également les autres partis à ne pas avoir recours à la violence à des fins électorales et en prenant soin d'indiquer que : « tous les partis à savoir que ceux qui veulent semer la désunion, effrayer ou menacer le peuple ne seront pas choisis par le peuple lors des élections de 2007. ».
En août 2006, les troupes internationales s'étaient retirées de certaines régions du pays et le chef rebelle Alfredo Reinado parvient à s'échapper de la prison de Becora à Dili.
Le 2 octobre 2006, la Commission indépendante d'enquête des Nations unies fait plusieurs recommandations incluant la mise en accusation de certains individus. L'enquête démontre aussi que Rogerio Lobato, le ministre de la Défense Roque Rodrigues et le chef des forces de défense Taur Matan Ruak auraient illégalement transféré des armes à des civils pendant la crise,.

## Film documentaire
- Breaking the News (2011), un film documentaire de 53 minutes concernant les journalistes étrangers s'assurant de la couverture de la crise. Le tournage est terminé en 2010 et la post-production s'achève l'année suivante.